# 方惟深
方惟深（1040年—1122年），字子通，福建莆田城厢后埭人。
早年随父住长洲（今江苏苏州），乡贡第一，后進士不第，遂放棄舉業。工于诗，很受王安石赏识。著有《方秘校集》十卷。